# Savi's woelmuis
Savi's woelmuis (Microtus savii) is een woelmuis uit Italië, behorende tot de ondergrondse woelmuizen.

## Kenmerken
Savi's woelmuis is te onderscheiden van de ondergrondse woelmuis (Microtus subterraneus) door de lichtere vachtkleur en de kortere staart. De oren zijn zeer klein, zelfs kleiner dan die van andere ondergrondse woelmuizen. Hij wordt 72 tot 105 millimeter lang en 14 tot 24 gram zwaar. De staart is 21 tot 35 millimeter lang.

## Leefwijze
Hij komt voor in bossen, zowel loof- als naaldbossen, in grasvelden, weilanden, tuinen, landbouwgronden en braakliggend terrein, op het Italiaanse vasteland en Sicilië. Hij leeft in ondergrondse gangen en is voornamelijk 's nachts en in de schemering actief. Ze leven van allerlei plantaardig voedsel, en voedt zich met alle delen van de plant. Savi's woelmuis krijft twee tot vier jongen per worp.

## Ondersoorten
De volgende ondersoorten worden onderscheiden:
- Microtus savii savii - Vasteland van Italië
- Microtus savii nebrodensis - Sicilië, Italië
- Microtus savii tolfetanus - Tolfa-heuvels
- Microtus savii niethammericus - Gargano

Feltens woelmuis (Microtus felteni) uit Zuid-Joegoslavië, Microtus brachycercus uit Calabrië en de Pyrenese woelmuis (Microtus gerbei) uit de Pyreneeën worden soms als een ondersoort van Savi's woelmuis beschouwd.